# Pleurocera foremani
The rough hornsnail (Pleurocera foremani)là một loài động vật chân bụng trong họ Pleuroceridae. Nó là loài đặc hữu của Hoa Kỳ.